# Fuente Dé
Fuente Dé é uma localidade da Espanha no município de Camaleño e na comarca de Liébana, situada na extremidade ocidental da província e comunidade autónoma da Cantábria. Em 2021 tinha 14 habitantes.
É um dos locais mais conhecidos e concorridos do Parque Nacional dos Picos da Europa. Situa-se num circo glaciar, de grande interesse geomorfológico, onde abundam as faias e onde nasce o rio Deva. É também um destino popular de alpinismo e caminhada, de onde partem diversos percursos.

## Teleférico
Fuente Dé dispõe de um teleférico, com 753 metros de desnível e 1 450 m de comprimento. Na extremidade superior do teleférico, conhecido como El Cable, situado a 1 823 m de altitude, há um miradouro virado a sul, de onde se tem uma vista privilegiada dos maiores cumes dos Picos da Europa.
No passado existiu outro teleférico, não para turistas mas para transportar minério de Lloroza para Fuente Dé, construído em 1903 por uma empresa mineira. O atual foi aberto ao público em 1966, com cabinas com capacidade para sete passageiros. Após os últimos trabalhos de melhoramentos e ampliação de capacidade, terminados em 1990, as cabinas passaram a ter capacidade para 28 passageiros e o teleférico passou a poder transportar 500 pessoas por hora.